# Schwezow ASch-62
Der Schwezow ASch-62 (russisch Швецов АШ-62, vor 1941 als M-62 bezeichnet) ist ein luftgekühlter Neunzylinder-Sternmotor, der in der Sowjetunion hergestellt wurde. Eine Version dieses Motors wird in der Volksrepublik China als HS-5 hergestellt. Die Bezeichnung bezieht sich auf die Initialen seinen Konstrukteurs Arkadi Schwezow.

## Konstruktion und Entwicklung
Der ASch-62 ist ein luftgekühlter Neunzylinder-Ottomotor mit sternförmiger Zylinderanordnung. Er ist eine Weiterentwicklung des Wright R-1820 Cyclone, der in der Sowjetunion in Lizenz als Schwezow M-25 hergestellt wurde. Die hauptsächlichen Verbesserungen umfassten einen zweistufigen Kompressor und ein leistungsfähigeres Ansaugsystem. Dadurch stieg die maximale Leistung von 570 auf rund 736 kW. 1937 wurde der Motor zum ersten Mal in Betrieb genommen und wird noch heute (Stand Oktober 2015) als ASz-62IR in Kalisz (Polen) von WSK „PZL-Kalisz“ hergestellt. Es wird geschätzt, dass in der Sowjetunion über 40.000 Motoren gebaut wurden. Nach einer anderen Quelle beläuft sich die Anzahl auf 20.720 Triebwerke, die von 1940 bis 1967 in den staatlichen Motorenwerken Nr. 19 in Perm und Nr. 36 (bis zur kriegsbedingten Evakuierung 1941 Werk Nr. 26) in Rybinsk produziert wurden.
Bei der Nachfolgevariante M-63 konnte durch die Steigerung des Verdichtungsverhältnisses (7,2:1) und der maximal zulässigen Umdrehungszahl eine Erhöhung der maximalen Leistung auf 809 kW erreicht werden.

## Anwendungen

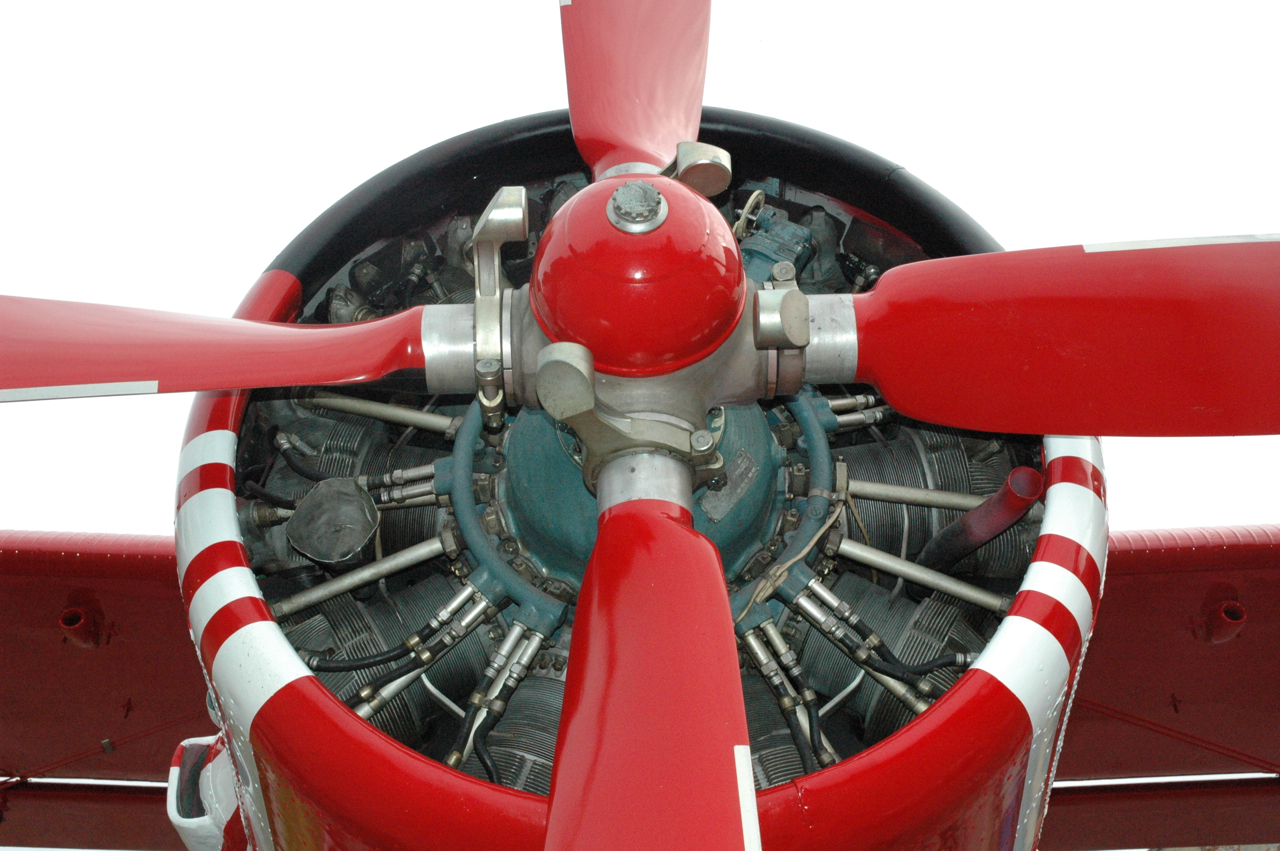
ASch-62, eingebaut in einer Antonow An-2, Motorverkleidung geschlossen

- Antonow An-2
- Antonow An-6
- Lissunow Li-2
- De Havilland Canada DHC-3
- Neman R-10
- Polikarpow I-153
- Polikarpow I-16
- PZL-106 Kruk (einige Varianten)
- PZL M18 Dromader
- PZL M24 Dromader Super (K-9AA)
- Suchoi Su-2
- Suchoi Su-12

## Technische Daten (M-62)
| Kenngröße                   | Daten                                                                                      |
| --------------------------- | ------------------------------------------------------------------------------------------ |
| Zylinder                    | 9, luftgekühlt, einreihige Sternanordnung                                                  |
| Bohrung                     | 156 mm                                                                                     |
| Hub                         | 175 mm                                                                                     |
| Hubraum                     | 29,8 l                                                                                     |
| Länge                       | 1213 mm                                                                                    |
| Durchmesser                 | 1378 mm                                                                                    |
| Gewicht                     | 560 kg                                                                                     |
| Aufladung                   | zweistufiger Kompressor                                                                    |
| Treibstoffsystem            | Vergaser                                                                                   |
| Treibstoff                  | Benzin, mind. 92 Oktan. (Meist wird aber AvGas 100 LL vorgeschrieben).                     |
| Leistung                    | 1000 PS (736 kW) bei 2200/min Startleistung. 850 PS (625 kW) bei 2100/min auf 4200 m Höhe. |
| Verdichtungsverhältnis      | 6,4:1                                                                                      |
| Verhältnis Leistung/Gewicht | 1,3 kW/kg                                                                                  |